# U.F.Orb
U.F.Orb je druhé studiové album britské ambientní skupiny The Orb, vydané v červenci 1992 u vydavatelství Big Life. Mezi hostujícími hudebníky na albu byli například kytarista Steve Hillage nebo baskytarista Guy Pratt.

## Seznam skladeb
| Pořadí | Název            | Autor                                       | Délka |
| ------ | ---------------- | ------------------------------------------- | ----- |
| 1.     | O.O.B.E.         | Thomas Fehlmann                             | 12:51 |
| 2.     | U.F.Orb          | Alex Paterson, Kris Weston                  | 6:08  |
| 3.     | Blue Room        | Steve Hillage, Miquette Giraudy, Jah Wobble | 17:34 |
| 4.     | Towers of Dub    | Thomas Fehlmann                             | 15:00 |
| 5.     | Close Encounters | Orde Meikle, Stuart McMillan                | 10:27 |
| 6.     | Majestic         | Martin Glover                               | 11:06 |
| 7.     | Sticky End       | Alex Paterson, Kris Weston                  | 0:49  |

## Obsazení
- Alex Paterson
- Steve Hillage – kytara v „Blue Room“
- Guy Pratt – baskytara v „U.F.Orb“
- Jah Wobble – baskytara v „Blue Room“
- Marney Pax – harmonika v „Towers of Dub“
- Tom Green – flétna v „O.O.B.E.“